# Ihor Charatin
Ihor Ihorowycz Charatin, ukr. Ігор Ігорович Харатін (ur. 2 lutego 1995 w Mukaczewie) – ukraiński piłkarz, występujący na pozycji pomocnika. Zawodnik Dynamo Kijów, Metalista Charków, Zorii Ługańsk, Ferencvárosi TC, Legii Warszawa i DAC 1904 Dunajská Streda.

## Kariera piłkarska

### Kariera klubowa
Wychowanek klubów FK Mukaczewo i Dynamo Kijów, barwy których bronił w juniorskich mistrzostwach Ukrainy (DJuFL). 25 lipca 2012 roku rozpoczął karierę piłkarską w juniorskiej drużynie Dynama Kijów, a 18 maja 2014 debiutował w podstawowym składzie kijowskiego klubu. W lutym 2016 został wypożyczony do Metalista Charków. 25 sierpnia 2016 przeszedł do Zorii Ługańsk. 30 grudnia 2018 podpisał kontrakt z Ferencvárosi TC. 
Latem 2021 został piłkarzem Legii Warszawa, podpisując kontrakt do końca sezonu 2023/2024. Do końca sezonu 2022/2023 rozegrał dla Legii 25 meczów, zdobywając jednego gola (w meczu 9. kolejki Ekstraklasy sezonu 2021/2022 przeciwko Rakowowi Częstochowa). W sezonie 2023/2024 już nie występował w pierwszym składzie, zaliczając jedynie minuty w jej trzecioligowych rezerwach, do których został oficjalnie przesunięty 10 stycznia 2024. 14 lutego 2024 odszedł do słowackiego klubu DAC 1904 Dunajská Streda.

### Kariera reprezentacyjna
Od 2010 bronił barw juniorskiej reprezentacji Ukrainy U-17, a potem U-19. W latach 2014–2015 bronił barw młodzieżówki. 6 września 2020 debiutował w składzie narodowej reprezentacji Ukrainy.

## Sukcesy i odznaczenia

### Sukcesy piłkarskie
Zoria Ługańsk
- brązowy medalista mistrzostw Ukrainy: 2016/17

Ferencvárosi TC
- mistrz Węgier: 2018/19, 2019/20, 2020/21, 2021/22